# Monsters Volume 4
Monsters Volume 4 – czwarty album z serii Monsters amerykańskiego producenta muzycznego Figure'a, wydany 15 października 2013 roku przez DOOM MUSIC.

## Lista utworów
1. "Deaths Gospel" (Monsters 4 Intro) (Figure and Brawninoff) - 3:31
2. "The Crypt" (feat. Khadfi Dub) - 4:10
3. "Center of Hell" (Figure and Helicopter Showdown) - 4:01
4. "Nightmares" (Interlude) - 3:10
5. "The Giant Eyeball" - 3:09
6. "The Blob" (Figure and Dirty Deeds) - 4:33
7. "Symphony of the Damned" (Interlude) - 4:44
8. "Living Dead" - 4:27
9. "Are You Afraid of the Dark" (feat. Lexi Norton) - 4:52
10. "The Blob Returns" (Figure and Dirty Deeds) - 3:45
11. "Ade Due Damballa" - 3:54
12. "The Devil" - 4:45
13. "Cocytus" (Outro) (Figure and Travis Peavler) - 2:34